# Кевін Стротман
Ке́він Стро́тман (нід. Kevin Strootman, нар. 13 лютого 1990, Ріддеркерк) — нідерландський футболіст, півзахисник збірної Нідерландів та французького «Марселя». На умовах оренди грає в Італії за «Дженоа».

## Клубна кар'єра
У дорослому футболі дебютував 2007 року виступами за роттердамську «Спарту», в якій провів чотири сезони, взявши участь у 72 матчах чемпіонату. 
На початку 2011 року уклав контракт з клубом «Утрехт», однак вже за півроку, 28 червня 2011, знову змінив команду, ставши гравцем клубу ПСВ. Відіграв за команду з Ейндговена 62 матчі в національному чемпіонаті.
Влітку 2013 року італійська «Рома» за 17 мільйонів євро викупила права на гравця і уклала з ним п'ятирічний контракт. Після непоганого старту в Італії був змушений пропустити значні частини 2014 і 2015 років через важкі травми, отримані відповідно у березні 2014 та січні 2015. Остаточно відновився лише влітку 2016 року, відтоді повернув собі місце в основному складі «вовків». 
28 серпня 2018 перейшов до французького «Марселя», приєднавшись до свого колишнього тренера Руді Гарсія. Варість трансфера склала 25 мільйонів євро. У марсельському клубі Стротман став основним опорним півзахисником. Після двох з половиною років, проведених у Марселі, повернувся до Італії, де провів першу половину 2021 року в оренді в «Дженоа».
3 липня 2021 року був орендований іншим італійським клубом, «Кальярі», за команду якого провів лише 11 ігор в усіх турнірах по ходу сезону 2021/22.
Влітку 2022 року повернувся до вже друголігового на той час «Дженоа», знов таки на орендних правах.

## Виступи за збірні
2009 року  залучався до складу молодіжної збірної Нідерландів. На молодіжному рівні зіграв у 12 офіційних матчах, разом з командою брав участь у молодіжному чемпіонаті Європи з футболу (2013).
2011 року дебютував в офіційних матчах у складі національної збірної Нідерландів. Загалом протягом дев'яти років провів у формі головної команди країни 46 матчів, забивши 3 голи.
| Дата       | Місто            | Господарі  | Результат  | Гості       | Турнір                               | Голи | Примітки |
| ---------- | ---------------- | ---------- | ---------- | ----------- | ------------------------------------ | ---- | -------- |
| 9-2-2011   | Ейндговен        | Нідерланди | 3 – 1      | Австрія     | товариський матч                     | -    | 71'      |
| 25-3-2011  | Будапешт         | Угорщина   | 0 – 4      | Нідерланди  | Відбір до ЧЄ 2012                    | -    | 82'      |
| 4-6-2011   | Гоянія           | Бразилія   | 0 – 0      | Нідерланди  | товариський матч                     | -    | 74'      |
| 8-6-2011   | Монтевідео       | Уругвай    | 1 – 1      | Нідерланди  | товариський матч                     | -    | 27' 61'  |
| 2-9-2011   | Ейндговен        | Нідерланди | 11 – 0     | Сан-Марино  | Відбір до ЧЄ 2012                    | -    | 86'      |
| 6-9-2011   | Гельсінкі        | Фінляндія  | 0 – 2      | Нідерланди  | Відбір до ЧЄ 2012                    | 1    |          |
| 7-10-2011  | Роттердам        | Нідерланди | 1 – 0      | Молдова     | Відбір до ЧЄ 2012                    | -    | 90'+2'   |
| 11-10-2011 | Стокгольм        | Швеція     | 3 – 2      | Нідерланди  | Відбір до ЧЄ 2012                    | -    | 81'      |
| 11-11-2011 | Амстердам        | Нідерланди | 0 – 0      | Швейцарія   | товариський матч                     | -    | 66'      |
| 15-11-2011 | Гамбург          | Німеччина  | 3 – 0      | Нідерланди  | товариський матч                     | -    | 64'      |
| 26-5-2012  | Амстердам        | Нідерланди | 1 – 2      | Болгарія    | товариський матч                     | -    | 86'      |
| 7-9-2012   | Амстердам        | Нідерланди | 2 – 0      | Туреччина   | Відбір до ЧС 2014                    | -    |          |
| 11-9-2012  | Будапешт         | Угорщина   | 1 – 4      | Нідерланди  | Відбір до ЧС 2014                    | -    | 78'      |
| 12-10-2012 | Роттердам        | Нідерланди | 3 – 0      | Андорра     | Відбір до ЧС 2014                    | -    | кап. 53' |
| 16-10-2012 | Бухарест         | Румунія    | 1 – 4      | Нідерланди  | Відбір до ЧС 2014                    | -    | кап.     |
| 6-2-2013   | Амстердам        | Нідерланди | 1 – 1      | Італія      | товариський матч                     | -    |          |
| 22-3-2013  | Амстердам        | Нідерланди | 3 – 0      | Естонія     | Відбір до ЧС 2014                    | -    |          |
| 26-3-2013  | Амстердам        | Нідерланди | 4 – 0      | Румунія     | Відбір до ЧС 2014                    | -    |          |
| 14-8-2013  | Фару             | Португалія | 1 – 1      | Нідерланди  | товариський матч                     | 1    |          |
| 6-9-2013   | Таллінн          | Естонія    | 2 – 2      | Нідерланди  | Відбір до ЧС 2014                    | -    |          |
| 10-9-2013  | Андорра-ла-Велья | Андорра    | 0 – 2      | Нідерланди  | Відбір до ЧС 2014                    | -    |          |
| 11-10-2013 | Амстердам        | Нідерланди | 8 – 1      | Угорщина    | Відбір до ЧС 2014                    | 1    |          |
| 16-11-2013 | Амстердам        | Нідерланди | 2 – 2      | Японія      | товариський матч                     | -    |          |
| 19-11-2013 | Амстердам        | Нідерланди | 0 – 0      | Колумбія    | товариський матч                     | -    | 68'      |
| 5-3-2014   | Сен-Дені         | Франція    | 2 – 0      | Нідерланди  | товариський матч                     | -    | 39'      |
| 27-5-2016  | Дублін           | Ірландія   | 1 – 1      | Нідерланди  | товариський матч                     | -    | кап. 70' |
| 1-6-2016   | Гданськ          | Польща     | 1 – 2      | Нідерланди  | товариський матч                     | -    | 71'      |
| 4-6-2016   | Відень           | Австралія  | 0 – 2      | Нідерланди  | товариський матч                     | -    | кап. 71' |
| 1-9-2016   | Ейндговен        | Нідерланди | 1 – 2      | Греція      | товариський матч                     | -    | 65'      |
| 6-9-2016   | Стокгольм        | Швеція     | 1 – 1      | Нідерланди  | Відбір до ЧС 2018                    | -    | 25'      |
| 7-10-2016  | Феєнорд          | Нідерланди | 4 – 1      | Білорусь    | Відбір до ЧС 2018                    | -    | 79'      |
| 10-10-2016 | Амстердам        | Нідерланди | 0 – 1      | Франція     | Відбір до ЧС 2018                    | -    | кап.     |
| 25-3-2017  | Софія (місто)    | Болгарія   | 2 – 0      | Нідерланди  | Відбір до ЧС 2018                    | -    |          |
| 28-3-2017  | Амстердам        | Нідерланди | 1 – 2      | Італія      | товариський матч                     | -    | кап. 46' |
| 4-6-2017   | Роттердам        | Нідерланди | 5 – 0      | Кот-д'Івуар | товариський матч                     | -    | 84'      |
| 9-6-2017   | Роттердам        | Нідерланди | 5 – 0      | Люксембург  | Відбір до ЧС 2018                    | -    |          |
| 31-8-2017  | Париж            | Франція    | 4 – 0      | Нідерланди  | Відбір до ЧС 2018                    | -    | 61'      |
| 9-11-2017  | Абердин          | Шотландія  | 0 – 1      | Нідерланди  | товариський матч                     | -    | кап. 74' |
| 14-11-2017 | Бухарест         | Румунія    | 0 – 3      | Нідерланди  | товариський матч                     | -    | кап.     |
| 23-3-2018  | Амстердам        | Нідерланди | 0 – 1      | Англія      | товариський матч                     | -    |          |
| 31-5-2018  | Трнава           | Словаччина | 1 – 1      | Нідерланди  | товариський матч                     | -    | 81'      |
| 6-9-2018   | Амстердам        | Нідерланди | 2 – 1      | Перу        | товариський матч                     | -    | 46'      |
| 16-10-2018 | Брюссель         | Бельгія    | 1 – 1      | Нідерланди  | товариський матч                     | -    | 73'      |
| 6-6-2019   | Гімарайнш        | Нідерланди | 3 – 1 д.ч. | Англія      | Ліга націй УЄФА 2018-2019 - півфінал | -    | 114'     |
| 9-9-2019   | Таллінн          | Естонія    | 0 – 4      | Нідерланди  | Відбір до ЧЄ 2020                    | -    | 85'      |
| 19-11-2019 | Амстердам        | Нідерланди | 5 – 0      | Естонія     | Відбір до ЧЄ 2020                    | -    | 75'      |
| Усього     |                  | Матчів     | 46         |             | Голів                                | 3    |          |

## Титули і досягнення
- Володар Кубка Нідерландів (1):

ПСВ: 2011–12
- Володар Суперкубка Нідерландів (1):

ПСВ: 2012